# لیگ کونکاکاف ۲۰۱۸
لیگ کونکاکاف ۲۰۱۸ (که برای اهداف حمایت مالی رسماً با نام لیگ کونکاکاف اسکوشیابانک ۲۰۱۸ شناخته می‌شود) دومین دوره لیگ کونکاکاف بود، یک رقابت باشگاهی فوتبال که توسط کونکاکاف، نهاد حاکم منطقه‌ای آمریکای شمالی، آمریکای مرکزی و کارائیب، سازماندهی شده بود.
هردیانو در فینال موتاگوا را شکست داد تا اولین قهرمانی خود در لیگ کونکاکاف را به دست آورد و به جمع ۱۵ تیم راه یافته به لیگ قهرمانان کونکاکاف ۲۰۱۹ راه یافت. المپیا مدافع عنوان قهرمانی بود، اما به این مسابقات راه نیافت و نتوانست از عنوان قهرمانی خود دفاع کند و در نتیجه، روند حضور آنها در هر ده دوره لیگ قهرمانان کونکاکاف از سال ۲۰۰۸ به پایان رسید.

## نحوه صلاحیت
در مجموع ۱۶ تیم در مسابقات حضور یافتند:
- منطقه آمریکای مرکزی: ۱۳ تیم (از شش فدراسیون؛ معمولاً از هفت فدراسیون، اما تیم‌های گواتمالایی از مسابقات این فصل کنار گذاشته شدند)
- منطقه کارائیب: ۳ تیم (از دو یا سه فدراسیون)

بنابراین، تیم‌های ۸ یا ۹ کشور از ۴۱ فدراسیون عضو کونکاکاف می‌توانند در لیگ کونکاکاف شرکت کنند.

### آمریکای مرکزی
۱۳ سهمیه برای اتحادیه فوتبال آمریکای مرکزی (اونکاف) به هفت انجمن عضو اونکاف به شرح زیر اختصاص داده شده است: دو سهمیه برای هر یک از کشورهای کاستاریکا، السالوادور، گواتمالا، هندوراس، پاناما و نیکاراگوئه و یک سهمیه برای بلیز.
تمام لیگ‌های آمریکای مرکزی از یک فصل تقسیم‌شده با دو تورنمنت در یک فصل استفاده می‌کنند، بنابراین تیم‌های زیر واجد شرایط لیگ کونکاکاف هستند:
- در لیگ کاستاریکا، قهرمان‌هایی که رکورد مجموع ضعیف‌تری دارند و غیر قهرمان‌هایی که بهترین رکورد مجموع را دارند، واجد شرایط هستند. اگر تیمی وجود داشته باشد که قهرمان هر دو تورنمنت باشد، غیر قهرمان‌هایی که دومین رکورد مجموع بهتر را دارند، واجد شرایط می‌شوند.
- در لیگ‌های السالوادور، گواتمالا، هندوراس و پاناما، قهرمان‌هایی که رکورد مجموع ضعیف‌تری دارند و نایب قهرمان‌هایی که رکورد مجموع بهتری دارند (یا هر تیمی که نایب قهرمان هر دو تورنمنت باشد)، واجد شرایط می‌شوند. اگر تیمی وجود داشته باشد که فینالیست هر دو تورنمنت باشد، نایب قهرمان‌هایی که رکورد مجموع ضعیف‌تری دارند، واجد شرایط می‌شوند. اگر دو تیم وجود داشته باشند که فینالیست هر دو تورنمنت باشند، غیر قهرمان‌هایی که بهترین رکورد مجموع را دارند، واجد شرایط می‌شوند.
- در لیگ نیکاراگوئه، هر دو قهرمان واجد شرایط هستند. اگر تیمی وجود داشته باشد که قهرمان هر دو تورنمنت باشد، نایب قهرمان‌هایی که رکورد مجموع بهتری دارند (یا هر تیمی که نایب قهرمان هر دو تورنمنت باشد) واجد شرایط هستند. در لیگ بلیز، قهرمانی که مجموع امتیازات بهتری داشته باشد (یا هر تیمی که قهرمان هر دو تورنمنت باشد) واجد شرایط می‌شود.

اگر تیم‌هایی از هر یک از فدراسیون‌های آمریکای مرکزی حذف شوند، تیم‌هایی از سایر فدراسیون‌های آمریکای مرکزی جایگزین آنها می‌شوند که این فدراسیون‌ها بر اساس نتایج مسابقات قبلی لیگ قهرمانان کونکاکاف انتخاب می‌شوند. برای این فصل، دو تیم گواتمالا به دلیل تعلیق فدراسیون خود توسط فیفا حذف شدند و یک تیم دیگر از کاستاریکا و پاناما جایگزین آنها شد.

### کارائیب
سه سهمیه اتحادیه فوتبال کارائیب (سی‌اف‌یو) که شامل ۳۱ انجمن عضو است، از طریق جام باشگاه‌های کارائیب و مسابقات باشگاهی کارائیب، مسابقات سطح اول و دوم باشگاه‌های شبه‌قاره کارائیب، اختصاص داده می‌شود. از سال ۲۰۱۸، جام باشگاه‌های کارائیب برای تیم‌های لیگ‌های حرفه‌ای و مسابقات باشگاهی کارائیب برای تیم‌های لیگ‌های غیرحرفه‌ای آزاد است. برای واجد شرایط بودن برای جام باشگاه‌های کارائیب، تیم‌ها باید در فصل قبل به عنوان قهرمانی یا نایب قهرمانی لیگ انجمن مربوطه خود به پایان برسند، در حالی که برای واجد شرایط بودن برای مسابقات باشگاهی کارائیب، تیم‌ها باید در فصل قبل به عنوان قهرمانی لیگ انجمن مربوطه خود به پایان برسند.
تیم‌های نایب قهرمان و سوم جام باشگاه‌های کارائیب و برنده بازی پلی آف بین تیم چهارم جام باشگاه‌های کارائیب و قهرمان مسابقات باشگاهی کارائیب، واجد شرایط حضور در لیگ کونکاکاف هستند. برای اینکه قهرمانان مسابقات باشگاهی کارائیب واجد شرایط حضور در پلی آف باشند، باید حداقل الزامات صدور مجوز باشگاه‌های کونکاکاف برای لیگ کونکاکاف را رعایت کنند.

## تیم‌ها
۱۶ تیم زیر (از هشت فدراسیون) به این مسابقات راه یافتند.
| انجمن                               | تیم               | نحوه راه‌یابی                                                                   | حضور (آخرین) | بهترین نتیجه (آخرین) |
| ----------------------------------- | ----------------- | ------------------------------------------------------------------------------ | ------------ | -------------------- |
| کاستاریکا (۲ سهمیه)[نکته گواتمالا]  | پرز زلدون         | غیر قهرمان با بهترین رکورد مجموع امتیازات در فصل ۱۸–۲۰۱۷ (فصل پایانی ۲۰۱۷)     | اولین        | اولین                |
| کاستاریکا (۲ سهمیه)[نکته گواتمالا]  | هردیانو           | غیر قهرمان با بهترین رکورد مجموع امتیازات در فصل ۱۸–۲۰۱۷                       | اولین        | اولین                |
| کاستاریکا (۲ سهمیه)[نکته گواتمالا]  | سانتوس ده گواپیلس | غیر قهرمان با دومین رکورد برتر مجموع در فصل ۱۸–۲۰۱۷                            | دومین (۲۰۱۷) | نایب قهرمانی (۲۰۱۷)  |
| پاناما (۲ + ۱ سهمیه)[نکته گواتمالا] | یونیورسیتاریو     | قهرمان با بدترین رکورد مجموع در فصل ۱۸–۲۰۱۷ (فصل پایانی ۲۰۱۷)                  | دومین (۲۰۱۷) | یک‌چهارم نهایی (۲۰۱۷) |
| پاناما (۲ + ۱ سهمیه)[نکته گواتمالا] | عربه یونیدو       | نایب قهرمان با برترین رکورد مجموع در فصل ۱۸–۲۰۱۷ (فصل پایانی ۲۰۱۷)             | دومین (۲۰۱۷) | نیمه نهایی (۲۰۱۷)    |
| پاناما (۲ + ۱ سهمیه)[نکته گواتمالا] | تائورو            | نایب قهرمان با بدترین رکورد مجموع در فصل ۱۸–۲۰۱۷ (فصل آغازین ۲۰۱۸)             | اولین        | اولین                |
| السالوادور (۲ سهمیه)                | سانتا تکلا        | نایب قهرمان فصل پایانی ۲۰۱۷ و فصل آغازین ۲۰۱۸                                  | اولین        | اولین                |
| السالوادور (۲ سهمیه)                | فاس               | تیم نیمه نهایی با بهترین رکورد مجموع امتیازات در فصل ۱۸–۲۰۱۷ (فصل پایانی ۲۰۱۷) | اولین        | اولین                |
| هندوراس (۲ سهمیه)                   | رئال اسپانیا      | قهرمان با بدترین رکورد مجموع امتیازات در فصل ۱۸–۲۰۱۷ (فصل پایانی ۲۰۱۷)         | اولین        | اولین                |
| هندوراس (۲ سهمیه)                   | موتاگوا           | نایب قهرمان فصل پایانی ۲۰۱۷ و فصل آغازین ۲۰۱۸                                  | اولین        | اولین                |
| نیکاراگوئه (۲ سهمیه)                | والتر فرتی        | قهرمان با برترین رکورد مجموع در فصل ۱۸–۲۰۱۷ (فصل پایانی ۲۰۱۷)                  | دومین (۲۰۱۷) | یک‌چهارم نهایی (۲۰۱۷) |
| نیکاراگوئه (۲ سهمیه)                | دیریانگن          | قهرمان با بدترین رکورد مجموع در فصل ۱۸–۲۰۱۷ (فصل آغازین ۲۰۱۸)                  | اولین        | اولین                |
| بلیز (۱ سهمیه)                      | بلموپان بندیتس    | قهرمان با برترین رکورد مجموع در فصل ۱۸–۲۰۱۷ (فصل پایانی)                       | دومین (۲۰۱۷) | یک‌هشتم نهایی (۲۰۱۷)  |

| انجمن    | تیم             | نحوه راه‌یابی                            | حضور (آخرین) | بهترین نتیجه (آخرین) |
| -------- | --------------- | --------------------------------------- | ------------ | -------------------- |
| جامائیکا | آرنت گاردنز     | نایب قهرمان جام باشگاه‌های کارائیب ۲۰۱۸  | اولین        | اولین                |
| جامائیکا | پورتمور یونایتد | مقام سومی جام باشگاه‌های کارائیب ۲۰۱۸    | دومین (۲۰۱۷) | یک‌هشتم نهایی (۲۰۱۷)  |
| مارتینیک | فرانسیسکین      | برنده پلی آف جام باشگاه‌های کارائیب ۲۰۱۸ | اولین        | اولین                |

نکات
1. ^ گواتمالا: در ۲۸ اکتبر ۲۰۱۶، فیفا فدراسیون ملی فوتبال گواتمالا را به دلیل دخالت سیاسی دولت گواتمالا به حالت تعلیق درآورد. تا زمان لغو این تعلیق، تیم‌های گواتمالا اجازه شرکت در مسابقات بین‌المللی را ندارند.[۶] کونکاکاف مهلت ۳۱ مارس ۲۰۱۸ را برای لغو تعلیق و شرکت تیم‌های گواتمالا در لیگ کونکاکاف ۲۰۱۸ تعیین کرد،[۷] و در ۱۸ مه ۲۰۱۸ تأیید کرد که تیم‌های گواتمالا پس از آنکه فدراسیون این کشور توسط فیفا دوباره به عضویت خود برنگشت، اخراج شدند.[۳] دو تیم گواتمالایی که می‌توانستند به لیگ کونکاکاف راه پیدا کنند عبارت بودند از:
  - گواستاتویا، قهرمان با بدترین رکورد مجموع در فصل ۱۸–۲۰۱۷ (قهرمان فصل آغازین ۲۰۱۸)
  - شلاهو، نایب قهرمان بهترین رکورد با مجموع در فصل ۱۸–۲۰۱۷ (نایب قهرمان فصل آغازین ۲۰۱۸)

آنتیگوا، قهرمان با بهترین رکورد مجموع در فصل ۱۸–۲۰۱۷ (قهرمان فصل پایانی ۲۰۱۷)، می‌توانست مستقیماً به لیگ قهرمانان راه پیدا کنند. در نتیجه، دو سهمیه خالی با تیم‌های (سانتوس ده گواپیلس) کاستاریکا و (تائورو) پاناما جایگزین شدند که همگی بر اساس عملکرد انجمن‌های آمریکای مرکزی در پنج سال گذشته، به عنوان تیم‌های "وایلدکارد" وارد لیگ کونکاکاف شدند و به کاستاریکا و پاناما هر کدام سه سهمیه دادند. گواتمالا در نهایت در ۱ ژوئن ۲۰۱۸ توسط فیفا دوباره پذیرفته شد و تصمیم گرفته شد که نماینده گواتمالا در لیگ قهرمانان کونکاکاف ۲۰۱۹ با یک بازی رفت و برگشت پلی‌آف بین آنتیگوا و گواستاتویا مشخص شود.[۸]

## قرعه کشی
قرعه کشی لیگ کونکاکاف ۲۰۱۸ در تاریخ ۲۳ مه ۲۰۱۸، ساعت ۱۹:۰۰ به وقت شرقی آمریکا (یوتی‌سی ۴:۰۰–)، در هتل پولمان در میامی، فلوریدا، ایالات متحده برگزار شد.
قرعه کشی، هر مسابقه در مرحله یک‌هشتم نهایی (شماره ۱ تا ۸) بین یک تیم از گلدان ۱ و یک تیم از گلدان ۲ را که هر کدام شامل هشت تیم بودند، تعیین می‌کرد. «گلدان‌های جایگاه نمودار» (گلدان A و گلدان B) شامل جایگاه‌های نمودار شماره ۱ تا ۸ مربوط به هر مسابقه بودند. به تیم‌های گلدان ۱، یک جایگاه نمودار از گلدان A و به تیم‌های گلدان ۲، یک جایگاه نمودار از گلدان B اختصاص داده شد. تیم‌های یک انجمن نمی‌توانستند در مرحله یک‌هشتم نهایی در مقابل یکدیگر قرار بگیرند، به جز تیم‌های «وایلدکارد» که جایگزین تیمی از انجمن دیگر می‌شدند.
سیدبندی تیم‌ها بر اساس شاخص باشگاهی کونکاکاف انجام شد. هر تیم بر اساس معیارهای تعیین‌شده توسط انجمن‌های مربوطه (مثلاً قهرمان مسابقات، نایب قهرمان، قهرمان جام حذفی) به لیگ کونکاکاف راه یافت و در نتیجه برای هر تیم یک جایگاه (مثلاً CRC2، CRC3) تعیین شد. شاخص باشگاهی کونکاکاف، به جای رتبه‌بندی هر تیم، بر اساس عملکرد درون زمین تیم‌هایی بود که جایگاه‌های واجد شرایط مربوطه را در پنج دوره قبلی لیگ کونکاکاف و لیگ قهرمانان کونکاکاف اشغال کرده بودند. برای تعیین کل امتیازات اعطا شده به یک جایگاه در هر دوره از لیگ کونکاکاف یا لیگ قهرمانان کونکاکاف، کونکاکاف از فرمول زیر استفاده کرد:
| امتیاز برای                             | حضور | برد | تساوی | صعود به مرحله بعد | قهرمانی |
| --------------------------------------- | ---- | --- | ----- | ----------------- | ------- |
| لیگ قهرمانان کونکاکاف (۱۴–۲۰۱۳ تا ۲۰۱۸) | ۴    | ۳   | ۱     | ۱                 | ۲       |
| لیگ کونکاکاف (۲۰۱۷)                     | ۲    | ۳   | ۱     | ۰.۵               | ۱       |

۱۶ تیم به شرح زیر در گلدان‌ها توزیع شدند:
| گلدان   | رتبه | سهمیه | ۱۴–۲۰۱۳ سی‌سی‌ال                                      | ۱۵–۲۰۱۴ سی‌سی‌ال                                      | ۱۶–۲۰۱۵ سی‌سی‌ال                                      | ۱۷–۲۰۱۶ سی‌سی‌ال                                      | ۲۰۱۷ سی‌ال یا ۲۰۱۸ سی‌سی‌ال                            | مجموع                                               | تیم               |
| ------- | ---- | ----- | --------------------------------------------------- | --------------------------------------------------- | --------------------------------------------------- | --------------------------------------------------- | --------------------------------------------------- | --------------------------------------------------- | ----------------- |
| گلدان ۱ | ۱    | CRC2  | ۱۰                                                  | ۱۸                                                  | ۹                                                   | ۱۴                                                  | ۵                                                   | ۵۶                                                  | پرز زلدون         |
| گلدان ۱ | ۲    | PAN2  | ۷                                                   | ۸                                                   | ۱۰                                                  | ۸                                                   | ۱۳                                                  | ۴۶                                                  | یونیورسیتاریو     |
| گلدان ۱ | ۳    | SLV2  | ۱۱                                                  | ۵                                                   | ۶                                                   | ۵                                                   | ۱۱.۵                                                | ۳۸.۵                                                | سانتا تکلا        |
| گلدان ۱ | ۴    | HON2  | ۴                                                   | ۸                                                   | ۱۱                                                  | ۱۱                                                  | ۲                                                   | ۳۶                                                  | رئال اسپانیا      |
| گلدان ۱ | ۵    | CCC2  | ۴                                                   | ۱۰                                                  | ۷                                                   | ۵                                                   | ۲                                                   | ۲۸                                                  | آرنت گاردنز       |
| گلدان ۱ | ۶    | NCA1  | ۵                                                   | ۶                                                   | ۴                                                   | ۶                                                   | ۵                                                   | ۲۶                                                  | والتر فرتی        |
| گلدان ۱ | ۷    | CCC3  | ۴                                                   | ۴                                                   | ۵                                                   | ۴                                                   | ۵                                                   | ۲۲                                                  | پورتمور یونایتد   |
| گلدان ۱ | ۸    | BLZ1  | ۰                                                   | ۰                                                   | ۸                                                   | ۴                                                   | ۲                                                   | ۱۴                                                  | بلموپان بندیتس    |
| گلدان ۲ | ۹    | PAN3  | ۰                                                   | ۰                                                   | ۰                                                   | ۰                                                   | ۱۱                                                  | ۱۱                                                  | عربه یونیدو       |
| گلدان ۲ | ۱۰   | NCA2  | ۰                                                   | ۰                                                   | ۰                                                   | ۰                                                   | ۹.۵                                                 | ۹.۵                                                 | دیریانگن          |
| گلدان ۲ | ۱۱   | SLV3  | ۰                                                   | ۰                                                   | ۰                                                   | ۰                                                   | ۸.۵                                                 | ۸.۵                                                 | فاس               |
| گلدان ۲ | ۱۲   | HON3  | ۰                                                   | ۰                                                   | ۰                                                   | ۰                                                   | ۲                                                   | ۲                                                   | موتاگوا           |
| گلدان ۲ | ۱۳   | CRC3  | ۰                                                   | ۰                                                   | ۰                                                   | ۰                                                   | ۲                                                   | ۲                                                   | هردیانو           |
| گلدان ۲ | ۱۴   | CCC4  | ۰                                                   | ۰                                                   | ۰                                                   | ۰                                                   | ۲                                                   | ۲                                                   | فرانسیسکین        |
| گلدان ۲ | ۱۵   | CRC4  | تیم وایلدکارد، به طور خودکار در گلدان ۲ قرار می‌گیرد | تیم وایلدکارد، به طور خودکار در گلدان ۲ قرار می‌گیرد | تیم وایلدکارد، به طور خودکار در گلدان ۲ قرار می‌گیرد | تیم وایلدکارد، به طور خودکار در گلدان ۲ قرار می‌گیرد | تیم وایلدکارد، به طور خودکار در گلدان ۲ قرار می‌گیرد | تیم وایلدکارد، به طور خودکار در گلدان ۲ قرار می‌گیرد | سانتوس ده گواپیلس |
| گلدان ۲ | ۱۶   | PAN4  | تیم وایلدکارد، به طور خودکار در گلدان ۲ قرار می‌گیرد | تیم وایلدکارد، به طور خودکار در گلدان ۲ قرار می‌گیرد | تیم وایلدکارد، به طور خودکار در گلدان ۲ قرار می‌گیرد | تیم وایلدکارد، به طور خودکار در گلدان ۲ قرار می‌گیرد | تیم وایلدکارد، به طور خودکار در گلدان ۲ قرار می‌گیرد | تیم وایلدکارد، به طور خودکار در گلدان ۲ قرار می‌گیرد | تائورو            |

## فرمت
در لیگ کونکاکاف، ۱۶ تیم در یک تورنمنت تک‌حذفی بازی کردند. هر بازی به صورت رفت و برگشت برگزار می‌شد.
- در مرحله یک‌هشتم نهایی، یک‌چهارم نهایی و نیمه نهایی، در صورت نتیجه مساویی پس از بازی برگشت، قانون گل زده در خانه حریف اعمال می‌شود. در صورت تساوی در آن، ضربات پنالتی برای تعیین برنده استفاده خواهد شد.
- در فینال، قانون گل زده در خانه حریف اعمال نمی‌شود و اگر نتیجه کل بازی پس از بازی برگشت مساوی شود، بازی به وقت اضافه کشیده می‌شود. اگر نتیجه بازی پس از وقت اضافه همچنان مساوی باشد، از ضربات پنالتی برای تعیین برنده استفاده می‌شود.

## برنامه مسابقات
برنامه مسابقات به شرح زیر بود:
| مرحله         | بازی رفت              | بازی برگشت               |
| ------------- | --------------------- | ------------------------ |
| یک‌هشتم نهایی  | ۳۱ ژوئیه – ۲ اوت ۲۰۱۸ | ۷–۹ اوت ۲۰۱۸             |
| یک‌چهارم نهایی | ۲۱–۲۳ اوت ۲۰۱۸        | ۲۸–۳۰ اوت ۲۰۱۸           |
| نیمه نهایی    | ۱۸–۲۰ سپتامبر ۲۰۱۸    | ۲۵–۲۷ سپتامبر ۲۰۱۸       |
| فینال         | ۲۳–۲۵ اکتبر ۲۰۱۸      | ۳۰ اکتبر – ۱ نوامبر ۲۰۱۸ |

## نمودار
|  | یک‌هشتم نهایی        | یک‌هشتم نهایی | یک‌هشتم نهایی    | یک‌هشتم نهایی |   |         | یک‌چهارم نهایی | یک‌چهارم نهایی | یک‌چهارم نهایی | یک‌چهارم نهایی |  |  | نیمه نهایی | نیمه نهایی | نیمه نهایی | نیمه نهایی |  |  | فینال | فینال | فینال | فینال |  |
|  |                     |              |                 |              |   |         |               |               |               |               |  |  |            |            |            |            |  |  |       |       |       |       |  |
|  | هردیانو (گ.ز.)      | ۱            | ۱               | ۲            |   |         |               |               |               |               |  |  |            |            |            |            |  |  |       |       |       |       |  |
|  | هردیانو (گ.ز.)      | ۱            | ۱               | ۲            |   |         |               |               |               |               |  |  |            |            |            |            |  |  |       |       |       |       |  |
|  | سانتا تکلا          | ۰            | ۲               | ۲            |   |         |               |               |               |               |  |  |            |            |            |            |  |  |       |       |       |       |  |
|  | سانتا تکلا          | ۰            | ۲               | ۲            |   | هردیانو | ۳             | ۲             | ۵             |               |  |  |            |            |            |            |  |  |       |       |       |       |  |
|  |                     |              |                 |              |   | هردیانو | ۳             | ۲             | ۵             |               |  |  |            |            |            |            |  |  |       |       |       |       |  |
|  |                     |              | یونیورسیتاریو   | ۰            | ۱ | ۱       |               |               |               |               |  |  |            |            |            |            |  |  |       |       |       |       |  |
|  | دیریانگن            | ۰            | یونیورسیتاریو   | ۰            | ۱ | ۱       | ۱             | ۱             |               |               |  |  |            |            |            |            |  |  |       |       |       |       |  |
|  | دیریانگن            | ۰            |                 |              |   |         |               |               |               |               |  |  |            |            |            |            |  |  |       |       |       |       |  |
|  | یونیورسیتاریو       | ۴            | ۳               | ۷            |   |         |               |               |               |               |  |  |            |            |            |            |  |  |       |       |       |       |  |
|  | یونیورسیتاریو       | ۴            | ۳               | ۷            |   | هردیانو | ۲             | ۰             | ۲             |               |  |  |            |            |            |            |  |  |       |       |       |       |  |
|  |                     |              |                 |              |   |         |               |               |               |               |  |  |            |            |            |            |  |  |       |       |       |       |  |
|  |                     |              | عربه یونیدو     | ۰            | ۱ | ۱       |               |               |               |               |  |  |            |            |            |            |  |  |       |       |       |       |  |
|  | فاس                 | ۲            | عربه یونیدو     | ۰            | ۱ | ۱       | ۱             | ۳             |               |               |  |  |            |            |            |            |  |  |       |       |       |       |  |
|  | فاس                 | ۲            |                 |              |   |         |               |               |               |               |  |  |            |            |            |            |  |  |       |       |       |       |  |
|  | پرز زلدون           | ۱            | ۱               | ۲            |   |         |               |               |               |               |  |  |            |            |            |            |  |  |       |       |       |       |  |
|  | پرز زلدون           | ۱            | ۱               | ۲            |   | فاس     | ۰             | ۱             | ۱             |               |  |  |            |            |            |            |  |  |       |       |       |       |  |
|  |                     |              |                 |              |   | فاس     | ۰             | ۱             | ۱             |               |  |  |            |            |            |            |  |  |       |       |       |       |  |
|  |                     |              | عربه یونیدو     | ۱            | ۳ | ۴       |               |               |               |               |  |  |            |            |            |            |  |  |       |       |       |       |  |
|  | عربه یونیدو         | ۳            | عربه یونیدو     | ۱            | ۳ | ۴       | ۱             | ۴             |               |               |  |  |            |            |            |            |  |  |       |       |       |       |  |
|  | عربه یونیدو         | ۳            |                 |              |   |         |               |               |               |               |  |  |            |            |            |            |  |  |       |       |       |       |  |
|  | آرنت گاردنز         | ۰            | ۲               | ۲            |   |         |               |               |               |               |  |  |            |            |            |            |  |  |       |       |       |       |  |
|  | آرنت گاردنز         | ۰            | ۲               | ۲            |   | هردیانو | ۲             | ۱             | ۳             |               |  |  |            |            |            |            |  |  |       |       |       |       |  |
|  |                     |              |                 |              |   |         |               |               |               |               |  |  |            |            |            |            |  |  |       |       |       |       |  |
|  |                     |              | موتاگوا         | ۰            | ۲ | ۲       |               |               |               |               |  |  |            |            |            |            |  |  |       |       |       |       |  |
|  | تائورو              | ۱            | موتاگوا         | ۰            | ۲ | ۲       | ۱             | ۲             |               |               |  |  |            |            |            |            |  |  |       |       |       |       |  |
|  | تائورو              | ۱            |                 |              |   |         |               |               |               |               |  |  |            |            |            |            |  |  |       |       |       |       |  |
|  | رئال اسپانیا        | ۰            | ۱               | ۱            |   |         |               |               |               |               |  |  |            |            |            |            |  |  |       |       |       |       |  |
|  | رئال اسپانیا        | ۰            | ۱               | ۱            |   | تائورو  | ۳             | ۴             | ۷             |               |  |  |            |            |            |            |  |  |       |       |       |       |  |
|  |                     |              |                 |              |   | تائورو  | ۳             | ۴             | ۷             |               |  |  |            |            |            |            |  |  |       |       |       |       |  |
|  |                     |              | والتر فرتی      | ۱            | ۰ | ۱       |               |               |               |               |  |  |            |            |            |            |  |  |       |       |       |       |  |
|  | فرانسیسکین          | ۱            | والتر فرتی      | ۱            | ۰ | ۱       | ۰             | ۱ (۱)         |               |               |  |  |            |            |            |            |  |  |       |       |       |       |  |
|  | فرانسیسکین          | ۱            |                 |              |   |         |               |               |               |               |  |  |            |            |            |            |  |  |       |       |       |       |  |
|  | والتر فرتی (پ)      | ۰            | ۱               | ۱ (۴)        |   |         |               |               |               |               |  |  |            |            |            |            |  |  |       |       |       |       |  |
|  | والتر فرتی (پ)      | ۰            | ۱               | ۱ (۴)        |   | تائورو  | ۲             | ۰             | ۲             |               |  |  |            |            |            |            |  |  |       |       |       |       |  |
|  |                     |              |                 |              |   |         |               |               |               |               |  |  |            |            |            |            |  |  |       |       |       |       |  |
|  |                     |              | موتاگوا         | ۱            | ۲ | ۳       |               |               |               |               |  |  |            |            |            |            |  |  |       |       |       |       |  |
|  | موتاگوا             | ۲            | موتاگوا         | ۱            | ۲ | ۳       | ۱             | ۳             |               |               |  |  |            |            |            |            |  |  |       |       |       |       |  |
|  | موتاگوا             | ۲            |                 |              |   |         |               |               |               |               |  |  |            |            |            |            |  |  |       |       |       |       |  |
|  | بلموپان بندیتس      | ۰            | ۰               | ۰            |   |         |               |               |               |               |  |  |            |            |            |            |  |  |       |       |       |       |  |
|  | بلموپان بندیتس      | ۰            | ۰               | ۰            |   | موتاگوا | ۳             | ۲             | ۵             |               |  |  |            |            |            |            |  |  |       |       |       |       |  |
|  |                     |              |                 |              |   | موتاگوا | ۳             | ۲             | ۵             |               |  |  |            |            |            |            |  |  |       |       |       |       |  |
|  |                     |              | پورتمور یونایتد | ۲            | ۰ | ۲       |               |               |               |               |  |  |            |            |            |            |  |  |       |       |       |       |  |
|  | سانتوس ده گواپیلس   | ۱            | پورتمور یونایتد | ۲            | ۰ | ۲       | ۲             | ۳ (۶)         |               |               |  |  |            |            |            |            |  |  |       |       |       |       |  |
|  | سانتوس ده گواپیلس   | ۱            |                 |              |   |         |               |               |               |               |  |  |            |            |            |            |  |  |       |       |       |       |  |
|  | پورتمور یونایتد (پ) | ۲            | ۱               | ۳ (۷)        |   |         |               |               |               |               |  |  |            |            |            |            |  |  |       |       |       |       |  |

## یک‌هشتم نهایی
بازی‌های رفت در تاریخ ۳۱ ژوئیه تا ۲ اوت و بازی‌های برگشت در تاریخ ۷ تا ۹ اوت ۲۰۱۸ برگزار شدند.
| تیم ۱             | نتیجه نهایی | تیم ۲           | بازی رفت | بازی برگشت |
| ----------------- | ----------- | --------------- | -------- | ---------- |
| سانتوس ده گواپیلس | ۳–۳ (۶–۷ پ) | پورتمور یونایتد | ۱–۲      | ۲–۱        |
| موتاگوا           | ۳–۰         | بلموپان بندیتس  | ۲–۰      | ۱–۰        |
| فرانسیسکین        | ۱–۱ (۱–۴ پ) | والتر فرتی      | ۱–۰      | ۰–۱        |
| تائورو            | ۲–۱         | رئال اسپانیا    | ۱–۰      | ۱–۱        |
| عربه یونیدو       | ۴–۲         | آرنت گاردنز     | ۳–۰      | ۱–۲        |
| فاس               | ۳–۲         | پرز زلدون       | ۲–۱      | ۱–۱        |
| دیریانگن          | ۱–۷         | یونیورسیتاریو   | ۰–۴      | ۱–۳        |
| هردیانو           | ۲–۲ (گ.ز.)  | سانتا تکلا      | ۱–۰      | ۱–۲        |

## یک‌چهارم نهایی
بازی‌های رفت در تاریخ ۲۱ تا ۲۳ اوت و بازی‌های برگشت در تاریخ ۲۸ تا ۳۰ اوت ۲۰۱۸ برگزار شدند.
| تیم ۱   | نتیجه نهایی | تیم ۲           | بازی رفت | بازی برگشت |
| ------- | ----------- | --------------- | -------- | ---------- |
| موتاگوا | ۵–۲         | پورتمور یونایتد | ۳–۲      | ۲–۰        |
| تائورو  | ۷–۱         | والتر فرتی      | ۳–۱      | ۴–۰        |
| فاس     | ۱–۴         | عربه یونیدو     | ۰–۱      | ۱–۳        |
| هردیانو | ۵–۱         | یونیورسیتاریو   | ۳–۰      | ۲–۱        |

## نیمه نهایی
تیم‌های راه‌یافته به نیمه نهایی هر مرحله که در دوره‌های قبلی عملکرد بهتری داشتند، میزبان بازی برگشت بودند.
| رتبه    | تیم         | بازی | برد | مساوی | باخت | گل زده | گل خورده | گل تفاضل | امتیاز | میزبان     |
| ------- | ----------- | ---- | --- | ----- | ---- | ------ | -------- | -------- | ------ | ---------- |
| ۱ (ن‌ن۱) | موتاگوا     | ۴    | ۴   | ۰     | ۰    | ۸      | ۲        | ۶+       | ۱۲     | بازی برگشت |
| ۲ (ن‌ن۱) | تائورو      | ۴    | ۳   | ۱     | ۰    | ۹      | ۲        | ۷+       | ۱۰     | بازی رفت   |
|         |             |      |     |       |      |        |          |          |        |            |
| ۱ (ن‌ن۲) | عربه یونیدو | ۴    | ۳   | ۰     | ۱    | ۸      | ۳        | ۵+       | ۹      | بازی برگشت |
| ۲ (ن‌ن۲) | هردیانو     | ۴    | ۳   | ۰     | ۱    | ۷      | ۳        | ۴+       | ۹      | بازی رفت   |

بازی‌های رفت در ۲۰ سپتامبر و بازی‌های برگشت در ۲۷ سپتامبر ۲۰۱۸ برگزار شد.
| تیم ۱   | نتیجه نهایی | تیم ۲       | بازی رفت | بازی برگشت |
| ------- | ----------- | ----------- | -------- | ---------- |
| تائورو  | ۲–۳         | موتاگوا     | ۲–۱      | ۰–۲        |
| هردیانو | ۲–۱         | عربه یونیدو | ۲–۰      | ۰–۱        |

## فینال
در فینال (برنده ن‌ن۱ در مقابل برنده ن‌ن۲)، فینالیستی که در دوره‌های قبلی عملکرد بهتری داشت، میزبان بازی برگشت بود.
| رتبه | تیم     | بازی | برد | مساوی | باخت | گل زده | گل خورده | گل تفاضل | امتیاز | میزبان     |
| ---- | ------- | ---- | --- | ----- | ---- | ------ | -------- | -------- | ------ | ---------- |
| ۱    | موتاگوا | ۶    | ۵   | ۰     | ۱    | ۱۱     | ۴        | ۷+       | ۱۵     | بازی برگشت |
| ۲    | هردیانو | ۶    | ۴   | ۰     | ۲    | ۹      | ۴        | ۵+       | ۱۲     | بازی رفت   |

بازی رفت در ۲۵ اکتبر و بازی برگشت در ۱ نوامبر ۲۰۱۸ برگزار شد.
| تیم ۱   | نتیجه نهایی | تیم ۲   | بازی رفت | بازی برگشت |
| ------- | ----------- | ------- | -------- | ---------- |
| هردیانو | ۳–۲         | موتاگوا | ۲–۰      | ۱–۲        |

## جوایز
در پایان مسابقات جوایز زیر اهدا شد:
| جایزه                 | بازیکن        | تیم     |
| --------------------- | ------------- | ------- |
| توپ طلایی             | یندریک رویز   | هردیانو |
| کفش طلایی             | رومان کاستیلو | موتاگوا |
| دستکش طلایی           | لیونل موریرا  | هردیانو |
| بهترین بازیکن جوان    | جیمی مارین    | هردیانو |
| جایزه بازی جوانمردانه | —             | موتاگوا |